# Ceylon az 1968. évi nyári olimpiai játékokon
Ceylon a mexikói Mexikóvárosban megrendezett 1968. évi nyári olimpiai játékok egyik részt vevő nemzete volt. Az országot az olimpián 3 sportágban 3 sportoló képviselte, akik érmet nem szereztek.

## Atlétika
Férfi
| Versenyző         | Versenyszám | Döntő   | Döntő    |
| Versenyző         | Versenyszám | Idő     | Helyezés |
| ----------------- | ----------- | ------- | -------- |
| Wimalasena Perera | Maraton     | 2:59:05 | 51.      |

## Ökölvívás
| Versenyző         | Versenyszám | 32-es főtábla     | Nyolcaddöntő           | Negyeddöntő                     | Elődöntő          | Döntő             | Helyezés |
| Versenyző         | Versenyszám | Ellenfél Eredmény | Ellenfél Eredmény      | Ellenfél Eredmény               | Ellenfél Eredmény | Ellenfél Eredmény | Helyezés |
| ----------------- | ----------- | ----------------- | ---------------------- | ------------------------------- | ----------------- | ----------------- | -------- |
| Hatha Karunaratne | Papírsúly   | erőnyerő          | Thet U Lai (BIR) · 5-0 | Francisco Rodríguez (VEN) · RSC | kiesett           | kiesett           | 5.       |

## Vitorlázás
Nyílt
| Versenyző           | Versenyszám | Futam | Futam | Futam | Futam | Futam  | Futam | Futam | Pontszám | Helyezés |
| Versenyző           | Versenyszám | 1     | 2     | 3     | 4     | 5      | 6     | 7     | Pontszám | Helyezés |
| ------------------- | ----------- | ----- | ----- | ----- | ----- | ------ | ----- | ----- | -------- | -------- |
| Phjilip Wijewardene | Finn dingi  | 31,0  | 30,0  | 34,0  | 34,0  | (36,0) | 26,0  | 32,0  | 187,0    | 29.      |